# Palmito

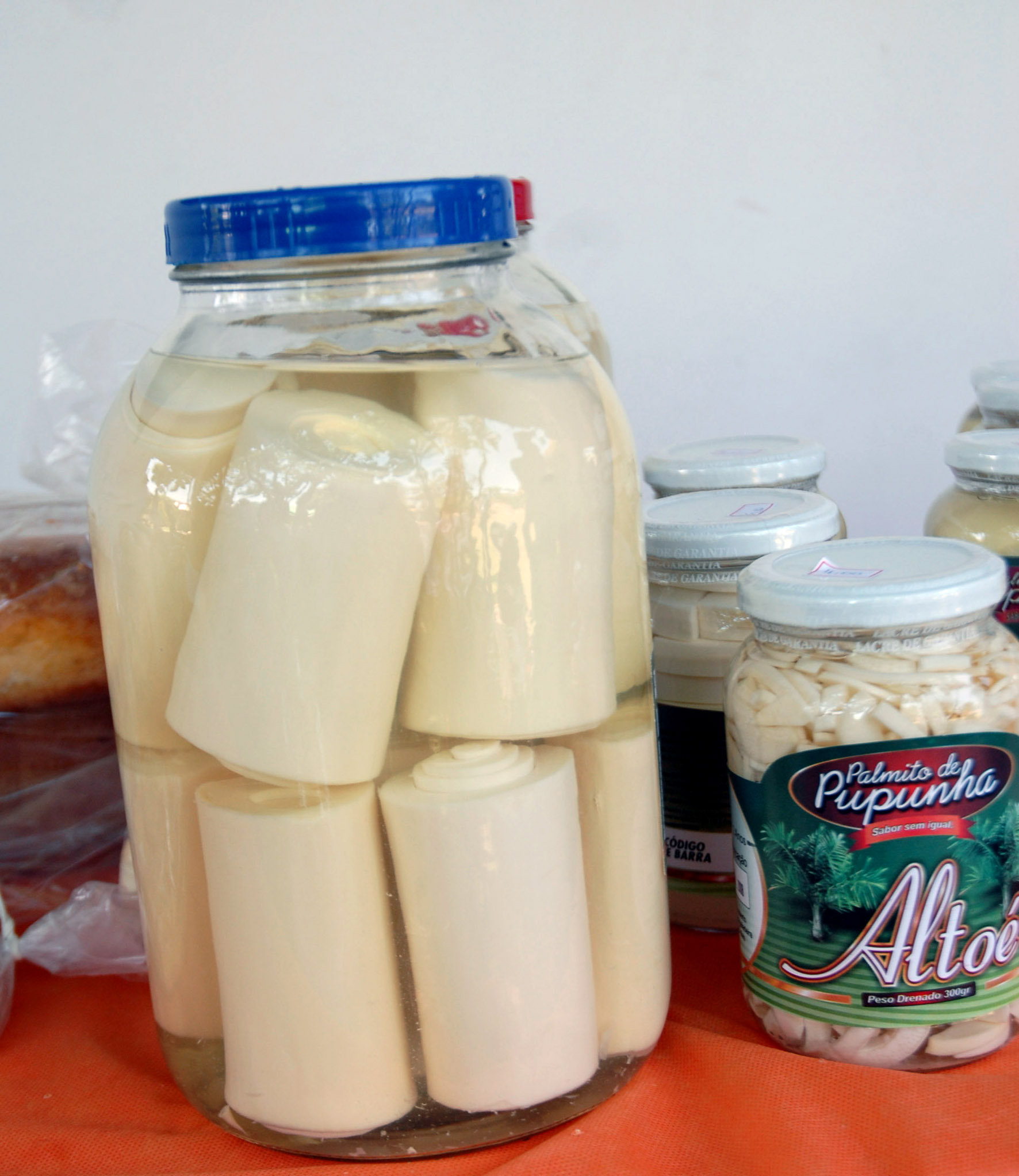
Palmito de pupunha em conserva

O palmito é um alimento obtido da região próxima ao meristema apical, do interior dos pecíolos das folhas de determinadas espécies de palmeiras (popularmente, o "miolo" da palmeira). Trata-se de um cilindro branco contendo os primórdios foliares e vasculares, ainda macios e pouco fibrosos. Os palmitos são conservados em salmoura e consumidos frios acompanhando saladas ou cozidos em diversas receitas.
A extração do palmito de certas palmeiras, como a Juçara e a Palmeira Real Australiana, implica a morte da palmeira, uma vez que seu meristema apical é eliminado. Por isso, mesmo com sua introdução ao cultivo, a extração de palmito na natureza tem colocado em risco as espécies das quais é obtido, sobretudo a espécie Euterpe edulis (palmito juçara), a espécie mais procurada. O palmito de pupunha, palmeira multicaule, tem sido usado como alternativa para diminuir a ameaça de extinção do Daiuto Palmiteiro.